# Liniał sinusowy

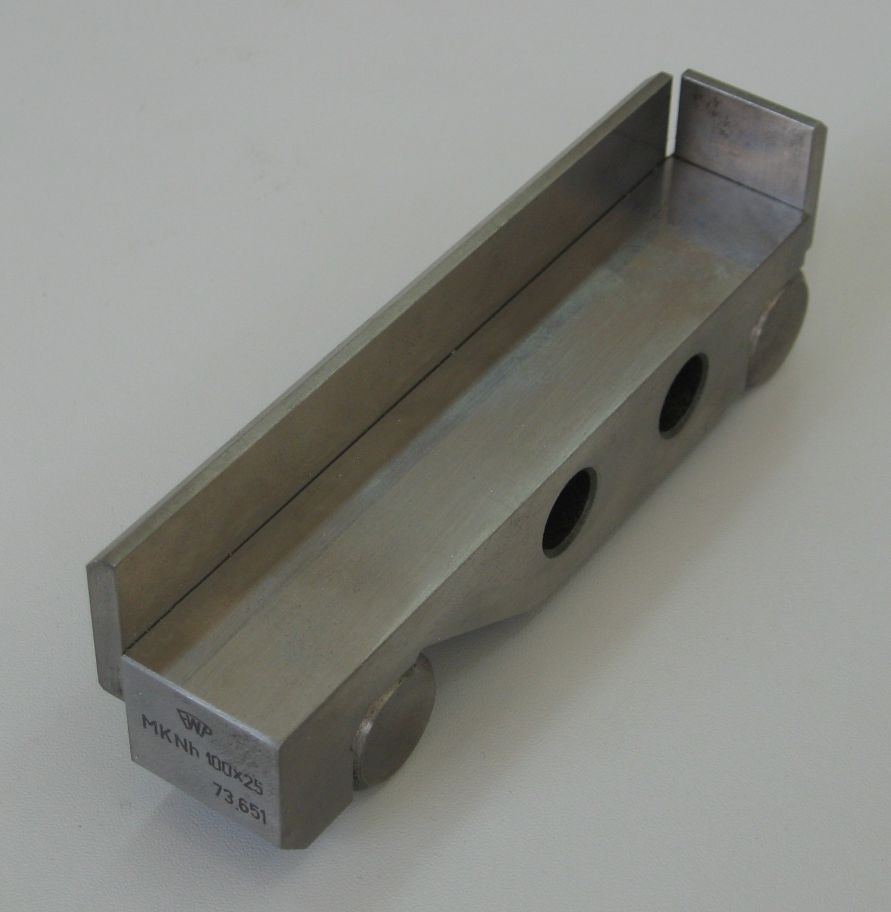
1. Liniał sinusowy 100x25 mm

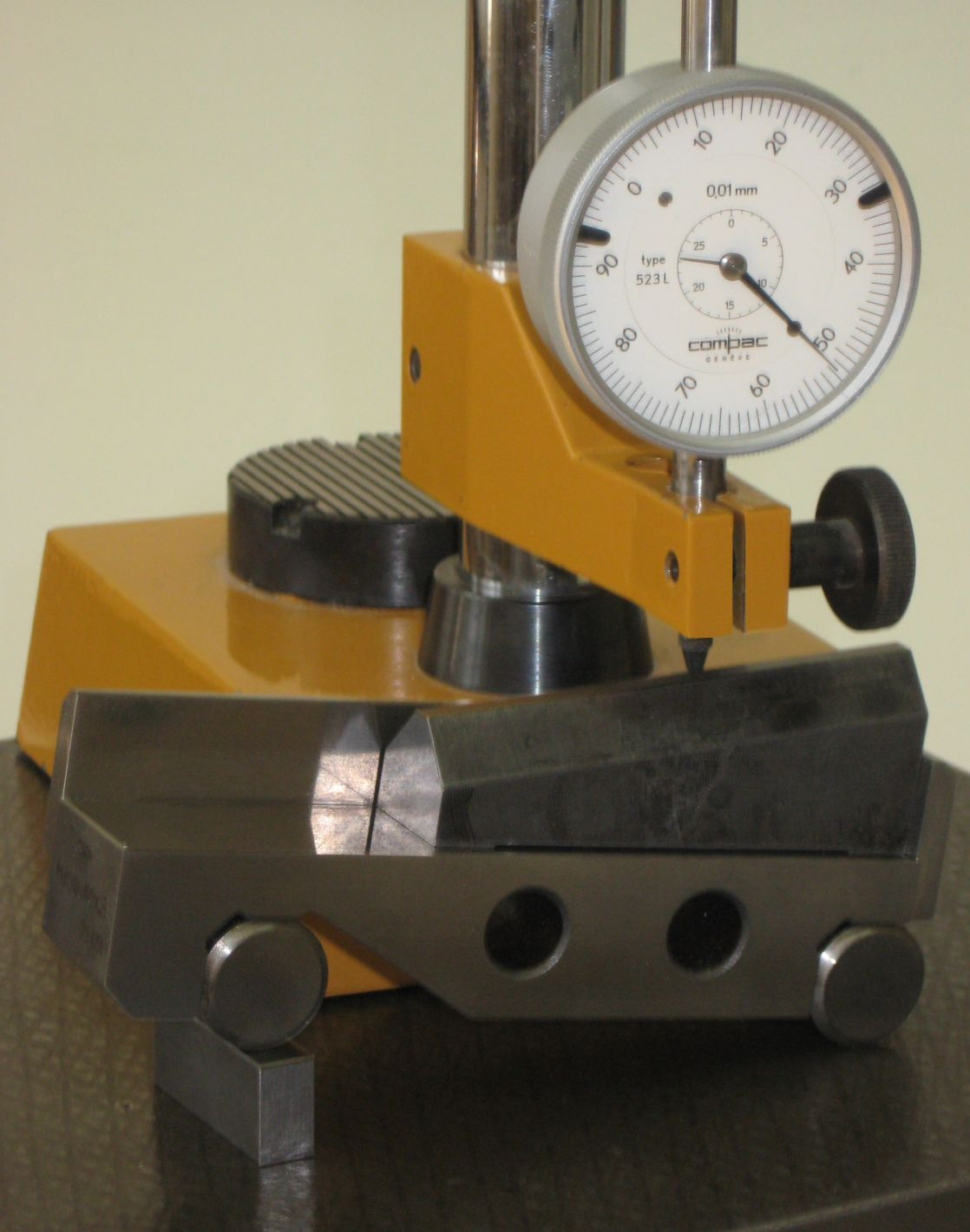
2. Pomiar kąta klina za pomocą liniału sinusowego

Liniał sinusowy, sinuśnica – przyrząd pomiarowy do dokładnego pomiaru kątów lub odwzorowania kątów.
Wykonany jest z utwardzonej stali. Składa się z liniału i dwóch jednakowej średnicy walców, które są do liniału przymocowane na stałe na obu jego końcach. Osie walców są względem siebie równoległe i leżą w płaszczyźnie równoległej do górnej powierzchni liniału. Odległość osi walców jest dokładnie określona, jest liczbą całkowitą i najczęściej wynosi 100 mm lub 10 cali co ułatwia obliczanie kątów.

## Przebieg pomiaru

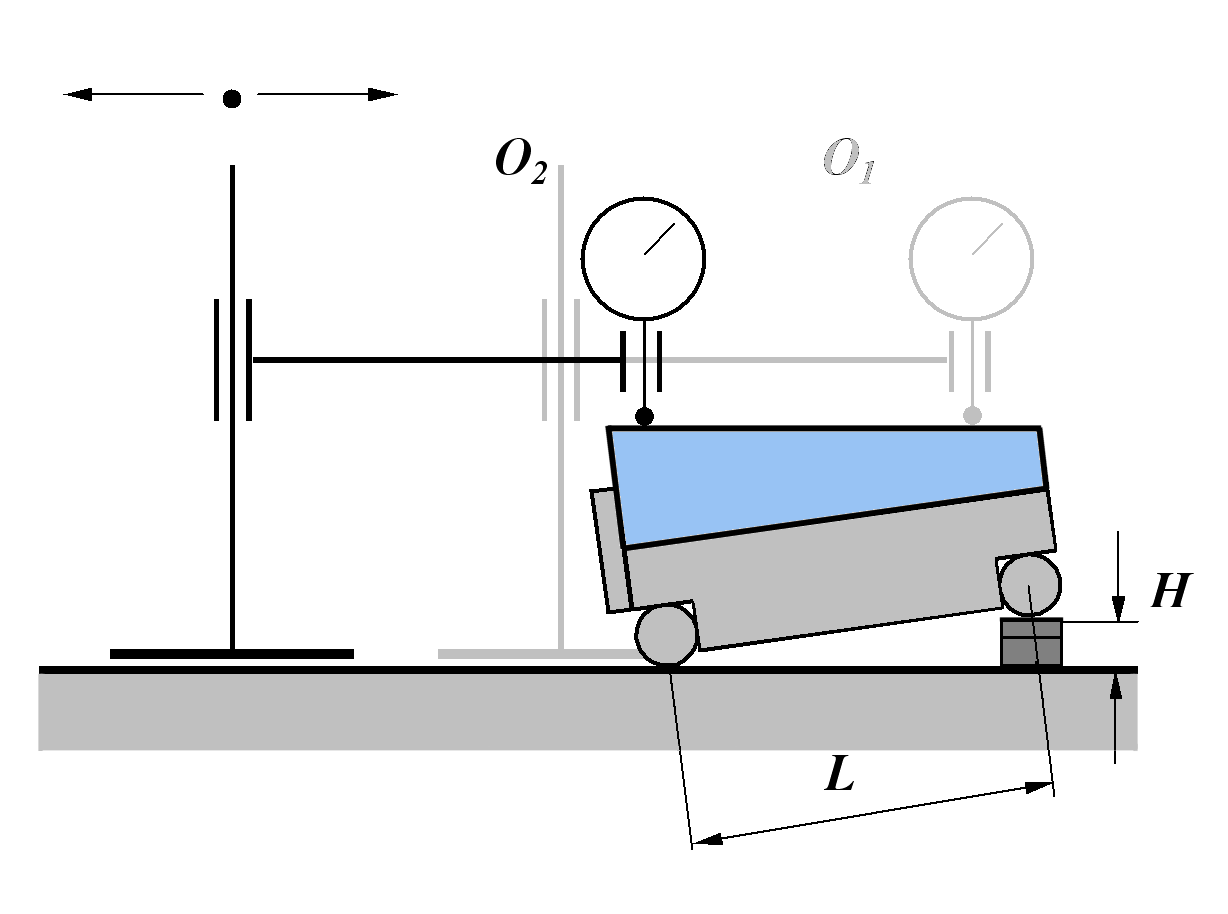
3. Schemat pomiaru

Do pomiaru liniałem sinusowym niezbędna jest płaska płyta pomiarowa, płytki wzorcowe oraz czujnik w podstawie.
Pomiar kąta polega na dobraniu takiego stosu płytek wzorcowych H umieszczanych pod jednym z walców (rys. 2), aby górna powierzchnia mierzonego przedmiotu umieszczonego na liniale byłą równoległa do płyty pomiarowej. Równoległość kontroluje się za pomocą czujnika umieszczonego w statywie. Jeżeli nie uda się doprowadzić do równoległości to należy zanotować wskazania czujnika {\displaystyle O_{1}} i {\displaystyle O_{2}} na obu końcach powierzchni przedmiotu oraz odległość {\displaystyle L_{1}} pomiędzy punktami pomiarowymi. Wynik pomiaru jest sumą kąta pochylenia liniału oraz poprawki wynikającej z nierównoległości:
{\displaystyle \alpha =\arcsin {\frac {H}{L}}+\operatorname {arctg} {\frac {O_{2}-O_{1}}{L_{1}}}\approx \arcsin {\frac {H}{L}}+{\frac {O_{2}-O_{1}}{L_{1}}}.}
Poprawka jest wyrażona w radianach i ma prawidłowy znak jeżeli odczyt O1 został wykonany od strony płytek wzorcowych.
Źródłami niepewności pomiaru kąta są:
- błąd stosu płytek wzorcowych {\displaystyle H,}
- błąd długości liniału sinusowego {\displaystyle L,}
- błędy pomiaru różnicy wskazań czujnika {\displaystyle O_{2}-O_{1},}
- błąd pomiaru odległości pomiędzy punktami pomiaru czujnikiem {\displaystyle L_{1},}
- błąd płaskości płyty pomiarowej.

Dla małych kątów osiągana jest niepewność pomiaru rzędu kilku minut kątowych, ale dla kątów powyżej 45° rośnie ona bardzo szybko.